# ルイ・ドバントン

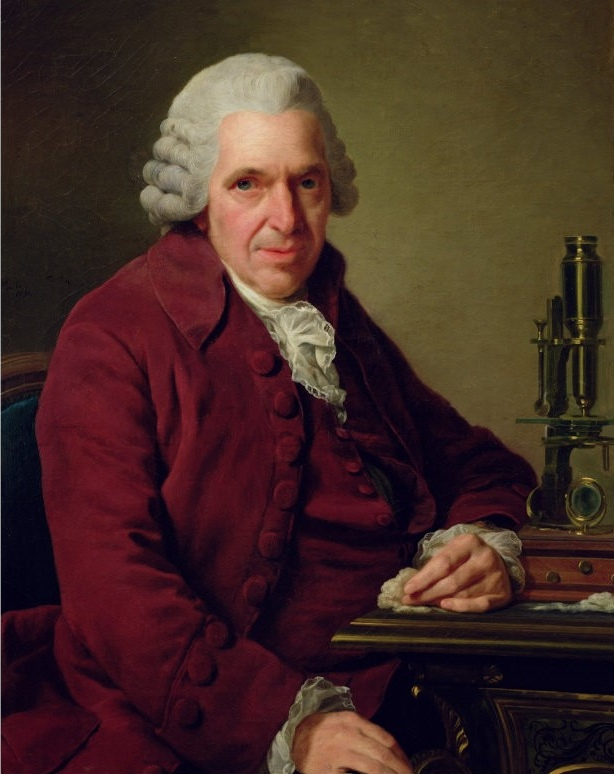
ルイ・ジャン＝マリー・ドバントン

ルイ・ジャン＝マリー・ドバントン（Louis Jean-Marie Daubenton、1716年5月29日 - 1800年1月1日）はフランスの博物学者である。ビュフォンの『博物誌』(Histoire naturelle generale et particuliere)の執筆にかかわった。

## 生涯
コート＝ドール県のモンバールに生まれた。父親の希望で神学を学ぶためにパリに送られるが、医学に興味を持ち、1736年の父親が死ぬと、医学に転じレームの学校を卒業し、故郷のモンバールで開業するためにもどった。同じモンバールの出身のビュフォンは『博物誌』の出版を計画しており、1742年にドバントンに動物の解剖学的項目を執筆することを依頼した。『博物誌』の第1巻において、ドバントンは182種の動物の詳細な記述を行い、高い評価をうけた。その評判に嫉妬したためビュフォンは、その後の巻でドバントンに執筆させるのを止めたが、後に誤りをみとめ、2人の関係は修復された。フランスアカデミーに多くの論文を発表し、1744年にフランス科学アカデミーの植物学者補になり、パリ科学史キャビネットの学芸員に任じられた。いくつかの学校で博物学や農業経済学の講義を行い、評判になった。パリ植物園の鉱物学の教授にも任じられた。1795年には科学アカデミーの正会員に選ばれた。1799年元老院議員に選ばれたが、最初の議会で倒れ程なく、没した。